# Temporada 2022 de la Liga Femenina de Básquetbol
La temporada 2022 de la Liga Femenina de Básquetbol fue la quinta temporada de dicha competencia. La misma comenzó el 19 de febrero de 2022 con la disputa del primer torneo anual, en el cual participan diez equipos. Para esta temporada, el reglamento fue modificado según reglamentación FIBA, teniendo partidos con duración de 32 minutos (cuatro cuartos de 8 minutos) y pasando de 5 a 4 faltas las necesarias para la expulsión, entre las modificaciones más destacables.

## Primer torneo

### Equipos participantes
| Club                  | Origen                                         |
| --------------------- | ---------------------------------------------- |
| Deportivo Berazategui | Berazategui, Buenos Aires                      |
| Catamarca Basket      | San Fernando del Valle de Catamarca, Catamarca |
| Corrientes Básquet    | Corrientes, Corrientes                         |
| Ferro Carril Oeste    | Ciudad de Buenos Aires                         |
| Los Indios de Moreno  | Moreno, Buenos Aires                           |
| Obras Basket          | Ciudad de Buenos Aires                         |
| Quimsa                | Santiago del Estero, Santiago del Estero       |
| Riachuelo             | La Rioja, La Rioja                             |
| Tomás de Rocamora     | Concepción del Uruguay, Entre Ríos             |
| Unión Florida         | Florida, Buenos Aires                          |

### Formato de disputa
El torneo se disputa en dos etapas, la fase regular y los play-offs. En la primera instancia, todos los equipos se enfrentan entre sí, ordenándose en base a los resultados obtenidos. Los ocho mejores equipos avanzan a la postemporada, los dos restantes dejan de participar. En los play-offs, los equipos se enfrentarán según el orden 1.° contra 8.°, 2.° contra 7.°, 3.° contra 6.° y 4.° contra 5.°. Los ganadores avanzan a semifinales, los perdedores dejan de participar. En semifinales se enfrentan los cuatro ganadores, y quienes ganen esta instancia acceden a la final, mientras que los perdedores dejan de participar. En la final se dirime al campeón, mientras que el perdedor queda ubicado en la segunda posición.

### Desarrollo del torneo

#### Primera fase
| Equipo | Equipo                | PJ | PG | PP | Pts |
| ------ | --------------------- | -- | -- | -- | --- |
| 1.º    | Corrientes Básquet    | 9  | 8  | 1  | 17  |
| 2.º    | Deportivo Berazategui | 9  | 7  | 2  | 16  |
| 3.º    | Quimsa                | 9  | 5  | 4  | 14  |
| 4.º    | Obras Basket          | 9  | 5  | 4  | 14  |
| 5.º    | Unión Florida         | 9  | 5  | 4  | 14  |
| 6.º    | Riachuelo (LR)        | 9  | 4  | 5  | 13  |
| 7.º    | Catamarca Basket      | 9  | 4  | 5  | 13  |
| 8.º    | Los Indios de Moreno  | 9  | 3  | 6  | 12  |
| 9.º    | Tomás de Rocamora     | 9  | 3  | 6  | 12  |
| 10.º   | Ferro Carril Oeste    | 9  | 1  | 8  | 10  |

|  |                               |
|  | Clasificados a los play-offs. |

1. 1 2  El desempate entre Los Indios de Moreno y Tomás de Rocamora benefició a los primeros mencionados puesto que el duelo entre ambos equipos lo ganó el equipo de Moreno 61 a 59.[2]

| Obras Basket          | 50-38 | Catamarca Basket      | Obras Sanitarias | 19 de febrero | 16:00 |
| Riachuelo (LR)        | 46-56 | Deportivo Berazategui | Héctor Etchart   | 19 de febrero | 16:30 |
| Tomás de Rocamora     | 59-61 | Los Indios de Moreno  | Obras Sanitarias | 19 de febrero | 18:30 |
| Corrientes Básquet    | 59-47 | Ferro (BA)            | Héctor Etchart   | 19 de febrero | 19:00 |
| Unión Florida         | 53-51 | Quimsa                | Héctor Etchart   | 19 de febrero | 21:30 |
| Quimsa                | 72-46 | Obras Basket          | Obras Sanitarias | 20 de febrero | 16:00 |
| Catamarca Basket      | 52-55 | Tomás de Rocamora     | Héctor Etchart   | 20 de febrero | 16:30 |
| Ferro (BA)            | 54-61 | Riachuelo (LR)        | Héctor Etchart   | 20 de febrero | 19:00 |
| Unión Florida         | 42-46 | Corrientes Básquet    | Héctor Etchart   | 20 de febrero | 21:30 |
| Los Indios de Moreno  | 60-54 | Quimsa                | Obras Sanitarias | 21 de febrero | 20:30 |
| Deportivo Berazategui | 52-40 | Los Indios de Moreno  | Héctor Etchart   | 23 de febrero | 21:00 |
| Los Indios de Moreno  | 37-45 | Corrientes Básquet    | Héctor Etchart   | 26 de febrero | 16:30 |
| La Unión de Florida   | 48-54 | Obras Basket          | Héctor Etchart   | 26 de febrero | 19:00 |
| Obras Basket          | 44-60 | Corrientes Básquet    | Héctor Etchart   | 27 de febrero | 16:00 |
| Los Indios de Moreno  | 43-51 | Unión de Florida      | Héctor Etchart   | 27 de febrero | 18:30 |

| Ferro (BA)         | 40-41 | Tomás de Rocamora     | Héctor Etchart   | 5 de marzo | 18:00 |
| Catamarca Basket   | 47-51 | Corrientes Básquet    | Ciudad           | 5 de marzo | 19:00 |
| Quimsa             | 58-54 | Riachuelo (LR)        | Ciudad           | 5 de marzo | 21:30 |
| Ferro (BA)         | 38-65 | Obras Basket          | Obras Sanitarias | 6 de marzo | 17:00 |
| Tomás de Rocamora  | 38-62 | Deportivo Berazategui | Héctor Etchart   | 6 de marzo | 18:00 |
| Riachuelo (LR)     | 60-58 | Catamarca Básquet     | Ciudad           | 6 de marzo | 19:00 |
| Corrientes Básquet | 58-43 | Quimsa                | Ciudad           | 6 de marzo | 21:30 |

| Deportivo Berazategui | 69-63 | Obras Basket          | Obras Sanitarias | 7 de marzo  | 17:00 |
| Riachuelo (LR)        | 35-52 | Corrientes Básquet    | Ciudad           | 7 de marzo  | 19:00 |
| Quimsa                | 45-52 | Catamarca Basket      | Ciudad           | 7 de marzo  | 21:30 |
| Unión Florida         | 55-46 | Tomás de Rocamora     | Héctor Etchart   | 10 de marzo | 21:30 |
| Tomás de Rocamora     | 43-50 | Quimsa                | Obras Sanitarias | 11 de marzo | 18:00 |
| Quimsa                | 30-67 | Deportivo Berazategui | Héctor Etchart   | 12 de marzo | 18:00 |
| Ferro (BA)            | 37-58 | Catamarca Basket      | Héctor Etchart   | 12 de marzo | 20:30 |
| Catamarca Basket      | 59-51 | Los Indios de Moreno  | Héctor Etchart   | 13 de marzo | 21:00 |

| Quimsa                | 46-44 | Ferro (BA)            | Héctor Etchart   | 14 de marzo | 21:00 |
| Los Indios de Moreno  | 48-40 | Obras Basket          | Obras Sanitarias | 17 de marzo | 21:00 |
| Riachuelo (LR)        | 52-59 | Obras Basket          | Obras Sanitarias | 19 de marzo | 14:00 |
| Tomás de Rocamora     | 48-45 | Corrientes Básquet    | Héctor Etchart   | 19 de marzo | 19:30 |
| Deportivo Berazategui | 58-50 | Unión Florida         | Héctor Etchart   | 19 de marzo | 21:30 |
| Tomás de Rocamora     | 33-36 | Riachuelo (LR)        | Héctor Etchart   | 20 de marzo | 17:00 |
| Corrientes Básquet    | 52-48 | Deportivo Berazategui | Héctor Etchart   | 20 de marzo | 19:30 |
| Ferro (BA)            | 58-64 | Unión Florida         | Héctor Etchart   | 20 de marzo | 21:00 |

| Deportivo Berazategui | 68-65 | Ferro (BA)            | Héctor Etchart   | 24 de marzo | 21:00 |
| Ferro (BA)            | 73-48 | Los Indios de Moreno  | Héctor Etchart   | 25 de marzo | 21:00 |
| Obras Basket          | 55-50 | Tomás de Rocamora     | Obras Sanitarias | 26 de marzo | 16:30 |
| Catamarca Basquet     | 52-43 | Deportivo Berazategui | Héctor Etchart   | 26 de marzo | 19:30 |
| Riachuelo (LR)        | 48-55 | Unión Florida         | Héctor Etchart   | 26 de marzo | 21:00 |
| Unión Florida         | 60-58 | Catamarca Básket      | Obras Sanitarias | 27 de marzo | 16:30 |
| Los Indios de Moreno  | 47-52 | Riachuelo (LR)        | Héctor Etchart   | 27 de marzo | 18:00 |

#### Segunda fase; play-offs

##### Cuadro
|  | Cuartos de final | Cuartos de final      | Cuartos de final | Cuartos de final      |    |     | Semifinales           | Semifinales | Semifinales | Semifinales |  |     | Final              | Final | Final |  |
|  |                  |                       |                  |                       |    |     |                       |             |             |             |  |     |                    |       |       |  |
|  |                  |                       |                  |                       |    |     |                       |             |             |             |  |     |                    |       |       |  |
|  | 1.°              | Corrientes Básquet    | 51               | 65                    |    |     |                       |             |             |             |  |     |                    |       |       |  |
|  | 1.°              | Corrientes Básquet    | 51               | 65                    |    |     |                       |             |             |             |  |     |                    |       |       |  |
|  | 8.°              | Los Indios de Moreno  | 38               | 69                    |    |     |                       |             |             |             |  |     |                    |       |       |  |
|  | 8.°              | Los Indios de Moreno  | 38               | 69                    |    | 1.° | Corrientes Básquet    | 47          | 61          |             |  |     |                    |       |       |  |
|  |                  |                       |                  |                       |    | 1.° | Corrientes Básquet    | 47          | 61          |             |  |     |                    |       |       |  |
|  |                  |                       | 5.°              | Unión Florida         | 44 | 55  |                       |             |             |             |  |     |                    |       |       |  |
|  | 4.°              | Obras Basket          | 5.°              | Unión Florida         | 44 | 55  | 53                    | 61          |             |             |  |     |                    |       |       |  |
|  | 4.°              | Obras Basket          |                  |                       |    |     |                       |             |             |             |  |     |                    |       |       |  |
|  | 5.°              | Unión Florida         | 56               | 68                    |    |     |                       |             |             |             |  |     |                    |       |       |  |
|  | 5.°              | Unión Florida         | 56               | 68                    |    |     |                       |             |             |             |  | 1.° | Corrientes Básquet |       |       |  |
|  |                  |                       |                  |                       |    |     |                       |             |             |             |  | 1.° | Corrientes Básquet |       |       |  |
|  |                  |                       | 2.°              | Deportivo Berazategui |    |     |                       |             |             |             |  |     |                    |       |       |  |
|  | 2.°              | Deportivo Berazategui | 2.°              | Deportivo Berazategui | 78 | 56  |                       |             |             |             |  |     |                    |       |       |  |
|  | 2.°              | Deportivo Berazategui |                  |                       |    |     |                       |             |             |             |  |     |                    |       |       |  |
|  | 7.°              | Catamarca Basket      | 28               | 48                    |    |     |                       |             |             |             |  |     |                    |       |       |  |
|  | 7.°              | Catamarca Basket      | 28               | 48                    |    | 2.° | Deportivo Berazategui | 50          | 60          |             |  |     |                    |       |       |  |
|  |                  |                       |                  |                       |    | 2.° | Deportivo Berazategui | 50          | 60          |             |  |     |                    |       |       |  |
|  |                  |                       | 3.°              | Quimsa                | 30 | 45  |                       |             |             |             |  |     |                    |       |       |  |
|  | 3.°              | Quimsa                | 3.°              | Quimsa                | 30 | 45  | 71                    | 41          |             |             |  |     |                    |       |       |  |
|  | 3.°              | Quimsa                |                  |                       |    |     |                       |             |             |             |  |     |                    |       |       |  |
|  | 6.°              | Riachuelo (LR)        | 64               | 44                    |    |     |                       |             |             |             |  |     |                    |       |       |  |
|  | 6.°              | Riachuelo (LR)        | 64               | 44                    |    |     |                       |             |             |             |  |     |                    |       |       |  |
|  |                  |                       |                  |                       |    |     |                       |             |             |             |  |     |                    |       |       |  |

##### Cuartos de final
Corrientes Básquet - Los Indios de Moreno
| 2 de abril, 18:00 | Los Indios de Moreno                             | 38–51                | Corrientes Básquet                                                     | Corrientes                                                                    |  |  |
|                   | Parciales: 7-6, 10-22, 9-10, 12-13               |                      |                                                                        |                                                                               |  |  |
|                   | Estadísticas Jacqueline Soto 9 Jacqueline Soto 2 | Reporte Pts Reb Asts | Estadísticas 13 Agustina García 9 Malvina D'Agostino 3 Julieta Armesto | Pabellón: Estadio José Jorge Contte Árbitros: * A. Costa * M. Gauna * N. Sosa |  |  |
| Global: 38-51     |                                                  |                      |                                                                        |                                                                               |  |  |
|                   |                                                  |                      |                                                                        |                                                                               |  |  |

| 3 de abril, 16:00 | Corrientes Básquet                                           | 65–69                | Los Indios de Moreno                                               | Corrientes                                                                    |  |  |
|                   | Parciales: 14-12, 13-13, 16-16, 17-19 (T.E.: 5-9)            |                      |                                                                    |                                                                               |  |  |
|                   | Estadísticas Sofía Cabrera 15 María Bazán 10 Sofía Cabrera 4 | Reporte Pts Reb Asts | Estadísticas 20 Aldana Piñeiro 12 Jacqueline Soto 4 Aldana Piñeiro | Pabellón: Estadio José Jorge Contte Árbitros: * A. Costa * N. Sosa * M. Gauna |  |  |
| Global: 116-107   |                                                              |                      |                                                                    |                                                                               |  |  |
|                   |                                                              |                      |                                                                    |                                                                               |  |  |

Deportivo Berazategui - Catamarca Basket
| 3 de abril, 20:00 | Catamarca Basket                                                          | 28–78        | Deportivo Berazategui                                               | Buenos Aires                                                                     |  |  |
|                   | Parciales: 11-17, 7-16, 9-24, 1-21                                        |              |                                                                     |                                                                                  |  |  |
|                   | Estadísticas Julieta Ibarra De La Vega 8 Andrea Rebola 8 Anahí Albornoz 7 | Pts Reb Asts | Estadísticas 16 Agustina Marín 11 Florencia Fernández 5 Rocío Cejas | Pabellón: Estadio Héctor Etchart Árbitros: * F. Ronconi * C. Domingo * J. Mejera |  |  |
| Global: 28-78     |                                                                           |              |                                                                     |                                                                                  |  |  |
|                   |                                                                           |              |                                                                     |                                                                                  |  |  |

| 4 de abril, 21:00 | Deportivo Berazategui                                             | 56–48                | Catamarca Basket                                                          | Buenos Aires                                                                        |  |  |
|                   | Parciales: 9-16, 17-15, 19-12, 11-5                               |                      |                                                                           |                                                                                     |  |  |
|                   | Estadísticas Florencia Fernandez 13 Julieta Tubio 7 Rocío Cejas 4 | Reporte Pts Reb Asts | Estadísticas 16 Julieta Ibarra De La Vega 8 Andrea Rebola 3 Andrea Rebola | Pabellón: Estadio Héctor Etchart Árbitros: * F. Buscaglia * F. Benzer * M. Olivieri |  |  |
| Global: 134-76    |                                                                   |                      |                                                                           |                                                                                     |  |  |
|                   |                                                                   |                      |                                                                           |                                                                                     |  |  |

Quimsa - Riachuelo (La Rioja)
| 2 de abril, 21:30 | Riachuelo (LR)                                                              | 64–71                | Quimsa                                                        | La Rioja                                                                |  |  |
|                   | Parciales: 11-19, 22-14, 12-23, 19-15                                       |                      |                                                               |                                                                         |  |  |
|                   | Estadísticas Florencia Ortíz Paez 18 Rocío Lezcano 5 Florencia Ortíz Paez 3 | Reporte Pts Reb Asts | Estadísticas 18 Sofía Acevedo 5 Rocío Estrada 4 Rocío Estrada | Pabellón: Superdomo Árbitros: * E. Paez * B. Calderon * B. Aguila Deroy |  |  |
| Global: 64-71     |                                                                             |                      |                                                               |                                                                         |  |  |
|                   |                                                                             |                      |                                                               |                                                                         |  |  |

| 4 de abril, 21:00 | Quimsa                                                         | 41–44                | Riachuelo (LR)                                                        | Santiago del Estero                                                    |  |  |
|                   | Parciales: 8-15, 14-9, 10-10, 9-10                             |                      |                                                                       |                                                                        |  |  |
|                   | Estadísticas Sofía Acevedo 13 Joana Macello 6 Andrea Ledesma 3 | Reporte Pts Reb Asts | Estadísticas 16 Florencia Ortíz Paez 15 Ailin Astorga 5 Ailin Astorga | Pabellón: Estadio Ciudad Árbitros: * N. Danna * S. Nocco * M. Fulcheri |  |  |
| Global: 115-108   |                                                                |                      |                                                                       |                                                                        |  |  |
|                   |                                                                |                      |                                                                       |                                                                        |  |  |

Obras Basket - Unión Florida
| 31 de marzo, 21:30 | Unión Florida                                                       | 56–53                | Obras Basket                                                          | Buenos Aires                                                                                    |  |  |
|                    | Parciales: 9-11, 10-6, 20-18, 17-18                                 |                      |                                                                       |                                                                                                 |  |  |
|                    | Estadísticas Carla Miculka 13 Sabrina Rodrighero 7 María Martínez 6 | Reporte Pts Reb Asts | Estadísticas 17 Belén Echeverría 9 Belén Echeverría 2 Maribel Barzola | Pabellón: Estadio Obras Sanitarias Árbitros: * I. Andereggen * C. Gómez Pereira * M. Sconfienza |  |  |
| Global: 56-53      |                                                                     |                      |                                                                       |                                                                                                 |  |  |
|                    |                                                                     |                      |                                                                       |                                                                                                 |  |  |

| 1 de abril, 21:30 | Obras Basket                                                           | 61–68                | Unión Florida                                                  | Buenos Aires                                                                            |  |  |
|                   | Parciales: 11-22, 20-18, 17-15, 13-13                                  |                      |                                                                |                                                                                         |  |  |
|                   | Estadísticas Belén Echeverría 11 Maribel Barzola 4 Josefina Zeballos 5 | Reporte Pts Reb Asts | Estadísticas 19 Carla Miculka 7 Carla Miculka 5 María Martínez | Pabellón: Estadio Obras Sanitarias Árbitros: * I. Huck Braner * B. Tedesco * P. Vivanco |  |  |
| Global: 114-124   |                                                                        |                      |                                                                |                                                                                         |  |  |
|                   |                                                                        |                      |                                                                |                                                                                         |  |  |

##### Semifinales
Corrientes Básquet - Unión Florida
| 9 de abril, 19:30 | Unión Florida                                                       | 44–47                | Corrientes Básquet                                                | Buenos Aires                                                                       |  |  |
|                   | Parciales: 14-10, 8-12, 9-16, 13-9                                  |                      |                                                                   |                                                                                    |  |  |
|                   | Estadísticas Carla Miculka 13 Carla Miculka 12 Sabrina Rodrighero 3 | Reporte Pts Reb Asts | Estadísticas 13 Agustina García 8 Agustina García 3 Sofía Cabrera | Pabellón: Estadio Héctor Etchart Árbitros: * F. Anselmo * F. Dearmas * M. Olivieri |  |  |
| Global: 44-47     |                                                                     |                      |                                                                   |                                                                                    |  |  |
|                   |                                                                     |                      |                                                                   |                                                                                    |  |  |

| 10 de abril, 19:30 | Corrientes Básquet                                                  | 61–55                | Unión Florida                                                     | Buenos Aires                                                                     |  |  |
|                    | Parciales: 10-16, 16-8, 22-13, 13-18                                |                      |                                                                   |                                                                                  |  |  |
|                    | Estadísticas Julieta Armesto 17 Julieta Armesto 7 Agustina García 6 | Reporte Pts Reb Asts | Estadísticas 16 Guillermina Coz 10 Carla Miculka 5 María Martínez | Pabellón: Estadio Héctor Etchart Árbitros: * F. Buscaglia * M. Gauna * E. Diorsi |  |  |
| Global: 108-99     |                                                                     |                      |                                                                   |                                                                                  |  |  |
|                    |                                                                     |                      |                                                                   |                                                                                  |  |  |

Deportivo Berazategui - Quimsa
| 9 de abril, 21:30 | Quimsa                                                         | 30–50                | Deportivo Berazategui                                                            | Buenos Aires                                                                      |  |  |
|                   | Parciales: 7-8, 12-13, 3-17, 8-12                              |                      |                                                                                  |                                                                                   |  |  |
|                   | Estadísticas Sofía Acevedo 11 Andrea Ledesma 6 Sofía Acevedo 2 | Reporte Pts Reb Asts | Estadísticas 17 Florencia Fernández 15 Florencia Fernández 3 Agustina Jourdheuil | Pabellón: Estadio Héctor Etchart Árbitros: * I. Anderejen * F. Benzer * D. Medero |  |  |
| Global: 30-50     |                                                                |                      |                                                                                  |                                                                                   |  |  |
|                   |                                                                |                      |                                                                                  |                                                                                   |  |  |

| 10 de abril, 21:30 | Deportivo Berazategui                                                   | 60–45                | Quimsa                                                        | Buenos Aires                                                                      |  |  |
|                    | Parciales: 9-15, 27-4, 11-11, 13-15                                     |                      |                                                               |                                                                                   |  |  |
|                    | Estadísticas Florencia Fernández 18 Florencia Fernández 8 Rocío Cejas 3 | Reporte Pts Reb Asts | Estadísticas 17 Sofía Acevedo 7 Lucia Boggetti 1 Lucia Juárez | Pabellón: Estadio Héctor Etchart Árbitros: * F. Ronconi * B. Tedesco * N. Sartori |  |  |
| Global: 110-75     |                                                                         |                      |                                                               |                                                                                   |  |  |
|                    |                                                                         |                      |                                                               |                                                                                   |  |  |

##### Final
Corrientes Básquet - Deportivo Berazategui
| 23 de abril, 21:30 | Corrientes Básquet                                                               | 41–57        | Deportivo Berazategui                                                | Buenos Aires                                                                                               |  |
|                    | Parciales: 9-6, 22-13, 9-15, 17-7                                                |              |                                                                      | |  |
|                    | Estadísticas Florencia Fernández 20 Florencia Fernández 11 Agustina Jourdheuil 4 | Pts Reb Asts | Estadísticas 13 Malvina D'Agostino 5 Julieta Armesto 4 Sofía Cabrera | Pabellón: Estadio Héctor Etchart Árbitros: * M. Prado * F. Ronconi * R. Morales Ibarra Televisión: DeporTV |  |